# Pontonia hurii
Pontonia hurii är en kräftdjursart som beskrevs av Lipke Bijdeley Holthuis 1981. Pontonia hurii ingår i släktet Pontonia och familjen Palaemonidae. Inga underarter finns listade i Catalogue of Life.